# Жлебе
Жлебе (словен. Žlebe) — поселення в общині Медводе, Осреднєсловенський регіон, Словенія. 
Висота над рівнем моря: 381,2 м.